# Trolokve
Trolokve falu Horvátországban Split-Dalmácia megyében. Közigazgatásilag Prgomethez tartozik.

## Fekvése
Splittől légvonalban 21, közúton 36 km-re északnyugatra, Trogirtól légvonalban 13, közúton 21 km-re északra, községközpontjától légvonalban 3, közúton 6 km-re északkeletre Dalmácia középső részén a Zagorán, Trogir előterében fekszik. Területén halad át az A1-es (Zágráb – Split) autópálya. Határában emelkedik a 495 méter magas Ljubeć-hegy.

## Története
A település környékén már a történelem előtti időben éltek emberek. Erről tanúskodnak az erődített települések maradványai és a nagy számú halomsír. Trolokve területén Gradina kod Bašićán és Gradina kod Grgićán is megtalálható két ilyen erődítmény maradványa. A 7. században a Bizánci Birodalom fennhatósága alatt állt ez a terület, amikor avar-szláv támadás érte. Ennek eredményeképpen elesett a térség akkori legnagyobb városa Salona is. A dalmát Zagora termékeny földjén új lakosság, a mai horvátok ősei telepedtek le, akik magukba olvasztották az itt talált romanizált lakosságot. Egyházilag e vidék a spliti érsekség alá tartozott, a missziós munkát a bencés szerzetesek végezték. Trolokve első írásos említése 1386-ban „Triloque” alakban történt. 1410-ben akkor említik, amikor egy nemesi családok között birtokvitában Ivan Nepilić cetinai gróf Matija Čudetić fiának Petarnak ítélte. A török háborúk idején lakossága nagyrészt elmenekült. A török veszély elmúltával ferences szerzetesek telepítették újra, akik a hívek lelki szolgálatát is ellátták. 18. században Suhi Dolac, Radošić és Labin települések híveivel együtt Trolokve is a prgometi plébániához tartozott. 1797-ben a Velencei Köztársaság megszűnésével a település a Habsburg Birodalom része lett. 1806-ban Napóleon csapatai foglalták el és 1813-ig francia uralom alatt állt. Napóleon bukása után ismét Habsburg uralom következett, mely az első világháború végéig tartott. 1857-ben 271, 1910-ben 352 lakosa volt. Az I. világháború után rövid ideig az Olasz Királyság, ezután a Szerb-Horvát-Szlovén Királyság, majd Jugoszlávia része lett. A második világháború idején olasz csapatok szállták meg. Lakossága 2011-ben 143 fő volt, akik főként mezőgazdaságból (szőlő, olíva) és állattartásból éltek és a primorski dolaci plébániához tartoztak.

## Lakosság
| Lakosság változása | Lakosság változása | Lakosság változása | Lakosság változása | Lakosság változása | Lakosság változása | Lakosság változása | Lakosság változása | Lakosság változása | Lakosság változása | Lakosság változása | Lakosság változása | Lakosság változása | Lakosság változása | Lakosság változása | Lakosság változása |
| ------------------ | ------------------ | ------------------ | ------------------ | ------------------ | ------------------ | ------------------ | ------------------ | ------------------ | ------------------ | ------------------ | ------------------ | ------------------ | ------------------ | ------------------ | ------------------ |
| 1857               | 1869               | 1880               | 1890               | 1900               | 1910               | 1921               | 1931               | 1948               | 1953               | 1961               | 1971               | 1981               | 1991               | 2001               | 2011               |
| 271                | 257                | 289                | 372                | 383                | 352                | 482                | 455                | 426                | 423                | 400                | 308                | 257                | 166                | 136                | 143                |

## Nevezetességei
- Történelem előtti erődített települések maradványai találhatók Gradina kod Bašićán és Gradina kod Grgićán.
- Szent István első vértanú tiszteletére szentelt temploma 1874-ben épült. A bejárat felett kő rozetta és pengefalú harangtorony található, benne két haranggal. A négyszögletes apszisban áll a fából faragott oltár Szent István szobrával (tiroli munka). A hajóban még egy Szűz Mária-oltár is található. A falon régi, fából faragott kereszt látható.[3]